# اکواویوا پیسنا
اکواویوا پیسنا (به ایتالیایی: Acquaviva Picena) یک سکونتگاه مسکونی در ایتالیا است که در استان اسکولی پیچنو واقع شده‌است.

## خصوصیات
اکواویوا پیسنا ۲۰٫۹ کیلومترمربع مساحت و ۳٬۶۹۰ نفر جمعیت دارد و ۳۶۰ متر بالاتر از سطح دریا واقع شده‌است.